# Пояркова, Мария Эрастовна
Мария Эрастовна Пояркова (1 ноября 1907, Бордо, Франция — 18 февраля 1995, Ташкент) — геолог, лауреат Ленинской премии.

## Биография
Дочь профессора биологии Эраста Фёдоровича Пояркова — специалиста по тутовому шелкопряду.
Окончила геолого-разведочное отделение Среднеазиатского университета (1930) по специальности «прикладная минералогия». В 1930—1947 начальник и главный геолог полевых геологоразведочных партий в Узбекистане. Участница открытия и изучения многих месторождений кобальта, сурьмы и др. на территории Узбекистана и Таджикистана.
В 1947—1952 и 1963—1977 старший геолог, в 1952—1963 главный геолог Краснохолмской ГРЭ Министерства геологии СССР. Одна из первооткрывателей Учкудукского уранового месторождения (вместе с В. М. Мазиным, А. И. Паком, А. А. Петренко, Ф. Н. Абакумовым), на базе которого был создан Навоийский горно-металлургический комбинат.
Стала второй (после Галины Улановой) женщиной, получившей Ленинскую премию.

## Награды
- Ленинская премия 1959 года — за открытие Учкудукского уранового месторождения (вместе с А. И. Паком, А. А. Петренко, Ф. Н. Абакумовым, В. И. Кузьменко)[4].
- Заслуженный геолог Узбекской ССР (1967)[2]
- Отличник разведки недр (1970)[2].